# گریپ دیجیتال
گریپ دیجیتال (انگلیسی: Grip Digital) شرکت بازی ویدئویی در جمهوری چک است، که در سال ۲۰۰۹ تأسیس شد.